# Анук Еме
Ану̀к Емѐ (на френски: Anouk Aimée) е артистичен псевдоним на френската актриса Франсоаз Жюдит Сория Дрейфюс (на френски: Françoise Judith Sorya Dreyfus). 

## Биография
Родена е на 27 април 1932 г. в Париж.
През 1967 г. е носителка на Златен глобус за най-добра актриса в драматичен филм.
Била е омъжена и разведена четири пъти: немския журналист и тв водещ Едуард Цимерман (февруари 1949 – октомври 1950), режисьора Нико Папатакис (август 1951 – октомври 1955), актьора и музикален продуцент Пиер Барух (април 1966 – март 1969) и актьора Албърт Фини (август 1970 – юни 1978). Има дъщеря, Мануела Папатакис (родена 1951), от втория си брак.

## Избрана филмография
| Година | Филм                                     | Оригинално заглавие                   | Роля                    | Режисьор           |
| ------ | ---------------------------------------- | ------------------------------------- | ----------------------- | ------------------ |
| 1957   | Врящото гърне                            | Pot-Bouille                           | Мари                    |                    |
| 1959   | С глава в стената                        | La Tête contre les murs               | Стефани                 | Жорж Франжу        |
| 1960   | Сладък живот                             | La Dolce Vita                         | Мадалена                | Федерико Фелини    |
| 1961   | Лола                                     | Lola                                  | Лола                    |                    |
| 1961   | Страшният съд                            | Il giudizio universale                | Ирен, жената на Джорджо | Виторио Де Сика    |
| 1963   | 8½                                       | 8½                                    | Луиза Анселми           | Федерико Фелини    |
| 1966   | Един мъж и една жена                     | Un homme et une femme                 | Ана Готие               | Клод Льолуш        |
| 1979   | Скок в празното                          | Salto nel vuoto                       | Марта Понтичели         |                    |
| 1981   | Трагедията на шута                       | La tragedia di un uomo ridicolo       | Барбара Спаджари        | Бернардо Бертолучи |
| 1983   | Да живее животът                         | Viva la vie                           | Анук                    |                    |
| 1986   | Един мъж и една жена: 20 години по-късно | Un Homme et une femme: vingt ans déjà | Ана Готие               | Клод Льолуш        |
| 1990   | Дни и нощи                               | Il y a des jours... et des lunes      | Себе си                 |                    |
| 1994   | Прет-а-порте                             | Prêt-à-Porter                         | Симон Ловентал          |                    |
| 1996   | Сто и една нощи                          | Les cent et une nuits de Simon Cinéma | Анук                    | Анес Варда         |
| 1998   | Ел Ей без карта                          | L.A. Without a Map                    | Себе си                 |                    |
| 2002   | Наполеон                                 | Napoléon                              | Летиция Бонапарт        |                    |